# Треш (альбом)
«Треш» — другий студійний альбом групи «Глеб Самойлоff & The Matrixx»; виданий 26 вересня 2011 року.

## Про альбом
Треш — це щось, що виходить за межі добра і зла. Щось зовсім неймовірне. Не сміття в чистому вигляді, а щось … страшне, близьке до позамежного жаху.
Для мене він (альбом) вийшов ще більш відвертим і особистим, якщо говорити про тексти. Музично він більш гітарний, ніж електронний, досить важкий. І я б знову назвав наш стиль «нео-пост-готикою» — це підходить і до першого альбому, і до другого. — Гліб Самойлов
Робота над диском тривала з січня до серпня 2011 року. У альбомі 16 композицій. 3вучання гурту змінилося у більш «гітарну» сторону, клавішних стало помітно менше.
Альбом видано у звичайному, лімітованому і фан-накладі. У лімітований наклад увійшов DVD з записом концерту колективу в клубі «Зал Ожидания» з програмою «Прекрасное жестоко» 15 травня 2011 року. Фан-наклад додатково до лімітованого містив номер журналу «RockOracle — The Dark Culture Magazine» з інтерв'ю Гліба Самойлова і автографами всіх учасників групи, значок, листівку з фотографією колективу і листівку, яка входила до лімітованого накладу альбому «Прекрасное жестоко» як бонус.
В оформленні диска використані роботи Олексія Беляєв-Гінтовта. Слово «Треш» написане через букву «е» для посилення естетичного ефекту обкладинки .
На три пісні альбому були відзняті відеокліпи: «Делайте бомбы», «Космос» і «Мы под огнём» активно ротирувались на музичних телеканалах.
28 вересня 2011 р. відбулась прес-конференція щодо виходу «Треша», презентація альбому минула у московському клубі «P!PL» 1 жовтня.
Альбом був викладений для безкоштовного завантаження на офіційному сайті групи.

###### Дует з Олексієм Ніконовим
— Вас може підвести під кримінальну статтю пісня «Робіть бомби, а не секс».
 — У пісні я не закликаю, а, навпаки, шкодую про цю тенденцію. Скінчилася епоха квітів. «Миру мир» — в минулому. Тепер все вирішують бомби — бомби держав-агресорів, бомби терористів.   — інтерв'ю «Аргументам тижня», 19.07.2012 [ «Аргументи Тижня», Сергій РЯЗАНОВ]
Спільний проект з Олексієм Ніконовим планувався кілька років, «Як дозрів — так дозрів». Весь процес роботи над піснею зайняв близько п'яти годин, був знятий на відео і став основою кліпу. На концертах пісня звучала всього тричі, окремо ні Гліб, ні Олексій Ніконов її не виконують.

### Критика
Багато критиків розглядали «Треш» як продовження «Прекрасного жестоко».
Думки про другий альбом, як і про перший, розділились від «музика в порівнянні з „Прекрасное жестоко“ дуже часто просто банальна, пісні „не чіпляють“…» і до «за звучанням легко зіставні з найкращими західними взірцями», про тексти — від «недарма і назва така в альбому, та й  однойменний трек можна сприйняти як деяке визнання у тому, що „так, мов, не фонтан“. Приспів-рефрен „мудацький фільм — ужастик, мудацький фільм — порнуха“ можна сприйняти і просто за короткий переказ основних пісень з альбому. Тематика лірики варіюється від педофілії і гомосексуальності до, здається, просто абсурдного набору слів» до «дуже різнопланової і глибокої роботи» та «одна з найцікавіших і неоднозначних пластинок у вітчизняній рок-музиці».

## Список композицій на CD
| Трек | Назва                                | Тривалість |
| ---- | ------------------------------------ | ---------- |
| 1    | Рай                                  | 2:01       |
| 2    | Космос                               | 2:31       |
| 3    | 13                                   | 2:24       |
| 4    | Я сам                                | 3:24       |
| 5    | Опасность                            | 3:28       |
| 6    | Задыхающийся                         | 4:34       |
| 7    | Космобомбы                           | 3:13       |
| 8    | Треш                                 | 2:38       |
| 9    | Планета полицаев                     | 2:21       |
| 10   | Ничего                               | 3:20       |
| 11   | Нуар                                 | 3:41       |
| 12   | Спасибо                              | 2:51       |
| 13   | Детство моё                          | 3:02       |
| 14   | С чекою в зубах                      | 3:39       |
| 15   | Мы под огнём                         | 4:16       |
| 16   | Делайте бомбы (З Олексієм Ніконовим) | 2:58       |

## Список композицій на DVD
| Трек | Назва                      |
| ---- | -------------------------- |
| 1    | Отряд                      |
| 2    | Такой день                 |
| 3    | Жить всегда                |
| 4    | В открытый рот             |
| 5    | Дерьмо                     |
| 6    | Один из вас                |
| 7    | Друг и драг                |
| 8    | Сердце и печень            |
| 9    | Ненормальный               |
| 10   | Любовью                    |
| 11   | Такая ночь                 |
| 12   | Житель маленького Ада      |
| 13   | В дверь стучат             |
| 14   | Форма                      |
| 15   | Дыра                       |
| 16   | Под огнём                  |
| 17   | Содомия                    |
| 18   | Вампиры                    |
| 19   | Готика                     |
| 20   | Завтра                     |
| 21   | Опасность                  |
| 22   | Спокойной ночи             |
| 23   | Барон и за рекой           |
| 24   | Но Пасаран!                |
| 25   | Гитлер                     |
| 26   | Космобомбы                 |
| 27   | Командир                   |
| 28   | Последний подвиг Евы Браун |
| 29   | Никто не выжил             |
| 30   | Порвали мечту              |

### Технічний персонал DVD
- Звукорежисер — Ілля Заіченко;
- Світло — Олександр Таушканов;
- Технік ударних інструментів — Дмитро Архіпов;
- Гітарний технік — Ісмаіл Саліхов;
- Організатор концерту — Ігор Черномор;
- Зйомка і монтаж — телекомпанія «Невский Експрес» NEVEX.TV;
- Авторинг DVD — Андрій Каплєв.
- Живий концерт був записаний 15 травня 2011 у Санкт-Петербурзі у клубі «Зал ожидания» у рамках туру «Прекрасное жестоко».

## Склад
- Гліб Самойлов — вокал, гітара, бас, клавішні;
- Дмитро «Snake» Хакімов — ударні;
- Костянтин Бекрєв — клавишні, програмування, бас-гітара, вокал;
- Валерій Аркадін — гітара.

### Запрошені музиканти
- Олексій Ніконов — вокал «Делайте бомбы» (Музика і слова Гліб Самойлов і Олексій Ніконов).

## Технічний персонал
- Записано і зведено на студії «Dreamport».
- Звукорежисер — Максим Самосват;
- Pro-tools — Володимир Насонов;
- Мастеринг — Андрій Субботін;
- Дизайн — Євген Непряхін;
- Фото — Світлана Забєліна;
- Обробка фото — Яна Чернецова.
- У дизайні використані картини Олексія Бєляева-Гінтовта: «Все сжечь», «Севастополь Русский город» и «Наш сапог свят».
- Автор всіх пісень у альбомі — Гліб Самойлов, окрім трека «Делайте бомбы» (Музика і слова Гліб Самойлов і Олексій Ніконов).

## Додаткова інформація
- Пісня «Космобомбы» є переаранжированим варіантом пісні «Космос (Падает на нас)» з невиданого сольного альбому Гліба Самойлова «Сви100пляска». У новій версії куплети виконав Костянтин Бекрев [Архівовано 28 березня 2018 у Wayback Machine.].
- Весною 2011 року у мережі написали, що  на пісню «Небезпека» буде знятий кліп, а у зйомках братиме участь Анастасія Волочкова, ідея належала Катерині Гордон.[19] Ця інформація була підтверджена колективом.[20] Однак пізніше було оголошено, «кліпа з Волочковою не буде».[21]
- «Космобомбы» і «Мы под огнём» були перезаписані у нових акустичних аранжировках за участі перкусії, струнних і духових інструментів для акустичного альбому Light.
- У альбомі Light і у лімітованому накладі альбому «Треш» на DVD пісня «Мы под огнём» має скорочену назву «Под огнём».